# 宇文貴
宇文 貴（うぶん き、? - 567年）は、中国の西魏・北周の軍人。西魏の十二大将軍のひとり。字は永貴。本貫は昌黎郡棘城県。

## 生涯
宇文莫豆干の子として生まれた。夏州で成長し、学問を受けたが肌に合わず、「男児たるもの剣を提げ馬に汗して公侯とならん」と志を立てた。524年、破六韓抜陵が夏州を包囲すると、夏州刺史の源子邕が城を固く守り、宇文貴は統軍としてこれを救援した。前後数十戦して、軍中は宇文貴の武勇に服した。後に叱干麒麟・薛崇礼らと戦い、これを撃破した。武騎常侍に任じられた。528年、源子邕に従って葛栄を討ち、敗れて鄴に逃れると、葛栄の包囲を受けた。包囲は長期にわたって解けず、宇文貴は地下道を通ってひそかに脱出し、爾朱栄と面会して情勢を説明して、救援を求めた。爾朱栄の下で戦い、葛栄が滏口で捕らえられると、宇文貴は別将の位を加えられた。元天穆の下で邢杲を討ち、都督に転じた。529年、元顥が洛陽に入ると、宇文貴は郷里の兵を率いて爾朱栄に従い、河橋を焼いて戦功を挙げた。征虜将軍を加えられ、革融県侯に封じられた。郢州刺史として出向し、後に武衛将軍・閤内大都督として入朝した。
534年、孝武帝に従って関中に入り、爵位は化政郡公に進んだ。535年、右衛将軍に転じた。宇文泰に同族として尊重され、親任された。537年、車騎大将軍・儀同三司に進んだ。独孤信とともに洛陽に入った。
東魏の潁州長史の賀若統が潁川に拠って西魏に降ると、東魏の将の堯雄・趙育・是云宝らが兵2万を率いて潁川を攻撃した。宇文貴は洛陽から歩騎2000を率いて賀若統の救援に向かい、軍は陽翟にいたった。堯雄らは馬橋を渡って、潁川を去ること30里の地におり、東魏の行台の任祥が兵4万あまりを率いて、堯雄と合流した。西魏の諸将は彼我の兵力差が大きすぎるとして、戦闘を避けようとした。宇文貴は賀若統との合流を上策として、諸軍を説得し、潁川に入った。宇文貴は1000人を率いて城を背にして布陣し、堯雄と決戦した。馬に流れ矢を受けて、徒歩で戦いながら兵を指揮し、堯雄を敗走させた。趙育を降伏させ、輜重を鹵獲し、1万人あまりを捕虜としたが、ことごとく釈放した。任祥は堯雄が敗れたと聞いて、進軍してこなかった。まもなく儀同の怡峯が500騎を率いて宇文貴に合流すると、宇文貴は勝利に乗じて任祥の軍に迫った。任祥は宛陵に退却した。宇文貴と任祥は夕方に布陣して対峙し、翌朝に決戦した。任祥の軍が敗れると、是云宝も西魏に降った。
宇文貴は長安に凱旋した。文帝が天遊園に遊んだとき、金の鳥を的に置いて、公卿のうちで射当てた者に賜ることとした。宇文貴は一発で命中させて、文帝はその腕前を養由基になぞらえて讃えた。宇文貴は侍中・驃騎大将軍・開府儀同三司に進んだ。後に夏州刺史・岐州刺史を歴任した。550年、中外府左長史に転じ、大将軍に進んだ。
宕昌王の梁弥定が一族の梁獠甘に追われて西魏に亡命してきた。また羌族の首長の傍乞鉄怱が梁仚定の乱の後に渠株川に拠って数千家を率い、渭州の民の鄭五醜とともに諸羌を扇動して西魏に叛いた。宇文泰が宇文貴に命じて豆盧寧・史寧とともにかれらを討たせた。宇文貴らは傍乞鉄怱と鄭五醜を捕らえて斬った。また史寧は梁獠甘を撃破した。渠株川に岷州を置き、西魏の朝廷は功績を讃えて、粟坂に碑を立てて顕彰した。
552年、宇文貴は岐州刺史として出向した。553年、大都督・興西蓋等六州諸軍事・興州刺史に任ぜられた。ときに興州の氐族が叛いたが、宇文貴が任地の興州に到着すると、民情は安定した。宇文貴は梁州に屯田を置くよう上表して、数州の食糧を足らしめた。554年、尉遅迥に代わって蜀に駐屯するよう命じられた。ときに隆州の李光賜が塩亭で叛き、その部下の帛玉成・寇食堂・譙淹・薄皓・馬術らが隆州を包囲した。また隆州の李祏が人々を集めて叛き、開府の張遁が挙兵して呼応した。宇文貴は開府の叱奴興に命じて隆州を救援させ、また開府の成亜に李祏と張遁を攻撃させた。叛乱軍は逼塞して降り、首謀者たちを捕らえて長安に送った。宇文貴は都督益潼等八州諸軍事・益州刺史に任じられ、小司徒を加えられた。蜀は反乱の多い土地であったため、宇文貴は任侠や豪傑を集めて遊軍二十四部を編成し、追捕にあたらせた。
557年、北周の孝閔帝が即位すると、宇文貴は柱国の位に進み、御正中大夫に任じられた。559年、賀蘭祥とともに吐谷渾を討った。凱旋すると、許国公に進んだ。大司空・小冢宰・大司徒・太保を歴任した。
宇文貴は音楽を好み、囲碁を愛好して、人士と広く交際した。566年、突厥への使者に立って阿史那皇后を迎えに行った。567年、帰還する途中、張掖で死去した。太傅の位を追贈され、諡は穆といった。
子に宇文善・宇文忻・宇文愷があった。宇文善が後を嗣ぎ、開府儀同三司・大将軍・柱国・洛州刺史を歴任して、大宗伯・上柱国に上った。また、宇文愷は隋に仕え、長安の設計で名を挙げている。

## 伝記資料
- 『周書』巻19 列伝第11
- 『北史』巻60 列伝第48